# Macrostomum norfolkense
Macrostomum norfolkense är en plattmaskart. Macrostomum norfolkense ingår i släktet Macrostomum och familjen Macrostomidae. Inga underarter finns listade i Catalogue of Life.